# Albatrosser
Albatrosser (Diomedeidae) är en familj av mycket stora havsfåglar i ordningen stormfåglar (Procellariiformes). De finns i ett stort utbredningsområde i Antarktiska oceanen och norra Stilla havet men saknas i norra Atlanten. Dock finns det fossila lämningar som bevisar att de har uppträtt även där och enstaka individer dyker även upp i undantagsfall. Albatrosser är bland de största av världens flygdugliga fåglar, och de största arterna som tillhör släktet Diomedea har de största vingspannen av alla idag levande fåglar. Albatrosserna delas oftast upp i fyra släkten, medan det råder olika meningar om hur många arter familjen omfattar. De albatrossarter som har vit fjäderskrud och mörka vingpennor kan påminna om mycket stora trutar, med vilka de inte är närmare släkt, men det finns även albatrosser som i adult dräkt är nästan helmörka.
Albatrosserna är extremt effektiva flygare och de utnyttjar dynamisk glidflykt och glidflykt på uppåtvindar som bildas på vågornas lovartsidor, för att tillryggalägga långa sträckor med liten ansträngning. Deras föda består av bläckfisk, fisk och krill som de fångar genom att snappa bytet från vattenytan eller genom att dyka, eller äter som as. De är kolonihäckande, ofta på avlägsna öar ute till havs och ofta i kolonier med andra fågelarter. Honor och hanar knyter först an till varandra under flera år, bland annat genom lekbeteenden som ritualiserade danser, innan de bildar par, vilka sedan håller livet ut. En häckningssäsong kan vara i över ett år från det att det enda ägget är lagt tills ungen är flygfärdig.
Av de 22 albatrossarter som erkänns av IUCN är 15 arter utrotningshotade, varav två akut hotade. Ytterligare sex arter är nära hotade. Endast en art, svartbrynad albatross har ett bestånd som anses vara livskraftigt.

## Albatrossens biologi

### Taxonomi och evolution
Albatrosserna består av 20–24 arter beroende på auktoritet, uppdelade i fyra släkten. De fyra släktena utgörs av de stora albatrosserna i släktet Diomedea, arterna som på engelska ibland kallas "mollymawks" i släktet Thalassarche, arterna som häckar i norra Stilla havet i släktet Phoebastria och sotalbatrosserna i släktet Phoebetria. Av de fyra släktena anses Phoebastria vara ett systertaxon till de stora arterna i släktet Diomedea, medan släktet Phoebetria anses vara närmare besläktat med Thalassarche.
Albatrossernas taxonomi har varit mycket omdiskuterad. Sibley-Ahlquists taxonomi placerar dem tillsammans med övriga havsfåglar, rovfåglar och många andra arter i den mycket stora ordningen Ciconiiformes. Idag anses de utgöra en del av ordningen Procellariiformes. Albatrosserna skiljs ifrån de andra grupperna i ordningen Procellariiformes både genetiskt och genom morfologiska karaktärer som storlek, deras ben och hur deras rörformiga näsöppningarna är ordnade. (Se Morfologi och flykt).
Även familjens uppdelning i släkten har varit omdiskuterad. Från början brukade de alla placeras i samma släkte, Diomedea, som 1852 omstrukturerades av Reichenbach i fyra släkten, sedan slogs de samman i ett släkte för att delas upp igen. 1965 hade det, allt som allt, beskrivits 12 olika släkten, men aldrig mer än 8 åt gången, och dessa var Diomedea, Phoebastria, Thalassarche, Phoebetria, Thalassageron, Diomedella, Nealbatrus, Rhothonia, Julietata, Galapagornis, Laysanornis, och Penthirenia.
År 1965, i ett försök att bringa ordning i klassifikationen av albatrosserna, slog man ihop dem i de två släktena Phoebetria (vilken omfattade sotalbatrosserna som mer påminner om övriga arter i ordningen, och som man därför trodde var evolutionärt mer ursprungliga) och Diomedea (som omfattade resten av arterna). Detta grepp var främst ett försök att förenkla nomenklaturen och klassifikationen baserade sig främst på morfologiska analyser av Elliott Coues från 1866, och fäste lite uppmärksamhet till senare studier och ignorerade till och med vissa av Coues egna förslag.

De fylogenetiska förhållandena mellan de fyra albatrossläktena.

Senare studier av mitokondriellt DNA av alla då 14 erkända arter, genomförda av Gary Nunn (1996) vid American Museum of Natural History och andra liknande studier runt om i världen, visade att familjen består av fyra monofyletiska grupper. De föreslog att man skulle återta de två gamla släktnamnen Phoebastria (för norra Stilla havs-gruppen) och Thalassarche (för arterna som på engelska ibland kallas "Mollymawks"), medan de stora arterna fortsatt placerades i Diomedea och sotalbatrosserna i Phoebetria. Både British Ornithologists' Union (BOU) och sydafrikanska auktoriteter delar upp familjen i fyra släkten som Nunn föreslog, och denna förändring har accepteras av merparten av forskare inom fältet.
Om det råder viss samstämmighet vad gäller uppdelningen i släkten så finns det många fler olika åsikter vad gäller antalet arter. Historiskt har upp till 80 olika taxa beskrivits av olika forskare, där merparten har varit felbestämda juvenila individer. Baserat på studierna om albatrossläktena föreslog Robertson och Nunn 1998 en reviderad taxonomi med 24 arter, i förhållande till dåtidens 14 accepterade arter. Denna föreslagna taxonomi omkategoriserade många etablerade underarter till goda arter, men kritiserades för att inte använda sig av, i alla olika fall, referentgranskad information som rättfärdigade varje uppdelning. Senare forskning har stött eller motbevisat dessa uppdelningar. Exempelvis stödde en undersökning, av mtDNA och mikrosatelliter, Robertson & Nunns uppfattning från 1998 att antipodalbatross (Diomedea antipodensis) och tristanalbatross (Diomedea dabbenena) verkligen är distinkta från vandringsalbatross (Diomedea exulans), men fann att den föreslagna "Gibsons albatross" (Diomedea gibsoni), inte var distinkt från antipodalbatross. Ett stort antal auktoriteter accepterar idag en taxonomi med 20–22 arter, däribland IUCN och BirdLife International, men fortfarande är många av en annan uppfattning. Exempelvis lade Penhallurick och Wink 2004 fram en studie där de föreslår en reducering till 13 arter, vilket inkluderar en sammanslagning av amsterdamalbatross (Diomedea amsterdamensis) med vandringsalbatross, men även den studien visade sig vara kontroversiell. Den gängse uppfattningen är, hur som helst, att det behövs mer forskning för att få klarhet i frågan.

#### Evolution
Sibley och Ahlquists molekylära studier av fågelfamiljernas evolution placerar den morfologiska diversifieringen (så kallad adaptiv radiation) för ordningen Procellariiformes under den oligocena perioden (35–30 miljoner år sedan), men gruppen härstammar förmodligen från en tidigare period. Ett fossil från en havsfågel känd som Tytthostonyx, som ibland placeras i ordningen, har hittats i berg från sen krita (70 miljoner år sedan). Molekylära bevis pekar mot att havslöparna (Oceanitidae) var de första att evolutionärt skilja ut sig från gruppen, sedan albatrosserna. De tidigaste fossila lämningar man känner till av albatrosser har återfunnits i berg som härstammar från eocen till oligocen, men några av dessa placeras bara förslagsvis i familjen och inget av fynden härstammar från en art som är nära besläktad med dagens albatrosser. De utgörs av Murunkus (från mellersta eocen i Uzbekistan), Manu (från tidig oligocen på Nya Zeeland), och en obeskriven form från sen oligocen i South Carolina. Den senare påminner om Plotornis, som tidigare ofta ansågs vara en petrell men numera anses vara en albatross. Den härstammar från mellersta miocen i Frankrike, från en tidpunkt när uppdelningen av de idag existerande fyra släktena redan hade påbörjat, vilket bevisas av fossilen Phoebastria californica och Diomedea milleri, som båda är från mellersta miocen i Sharktooth Hill, Kalifornien. Detta indikerar att uppdelningen mellan släktena Diomedea och Phoebastria skedde för 15 miljoner år sedan. Liknande fynd på södra halvklotet placerar uppdelningen mellan Phoebetria och Thalassarche till 10 miljoner år sedan.
De fossila fynden av albatrosser på norra halvklotet är mer kompletta än de på södra halvklotet, och många fossila former av albatross har återfunnits i norra Atlanten, där det idag inte förekommer några albatrosser. Lämningar av en koloni med gulnackad albatross (Phoebastria albatrus) har återfunnits på Bermuda, och merparten av fossila albatrosser funna i Nordatlanten har just varit av släktet Phoebastria, det släkte som idag återfinns i norra Stilla havet. Fossil av en art, Phoebastria anglica, har återfunnits i både North Carolina och England.

#### Arter

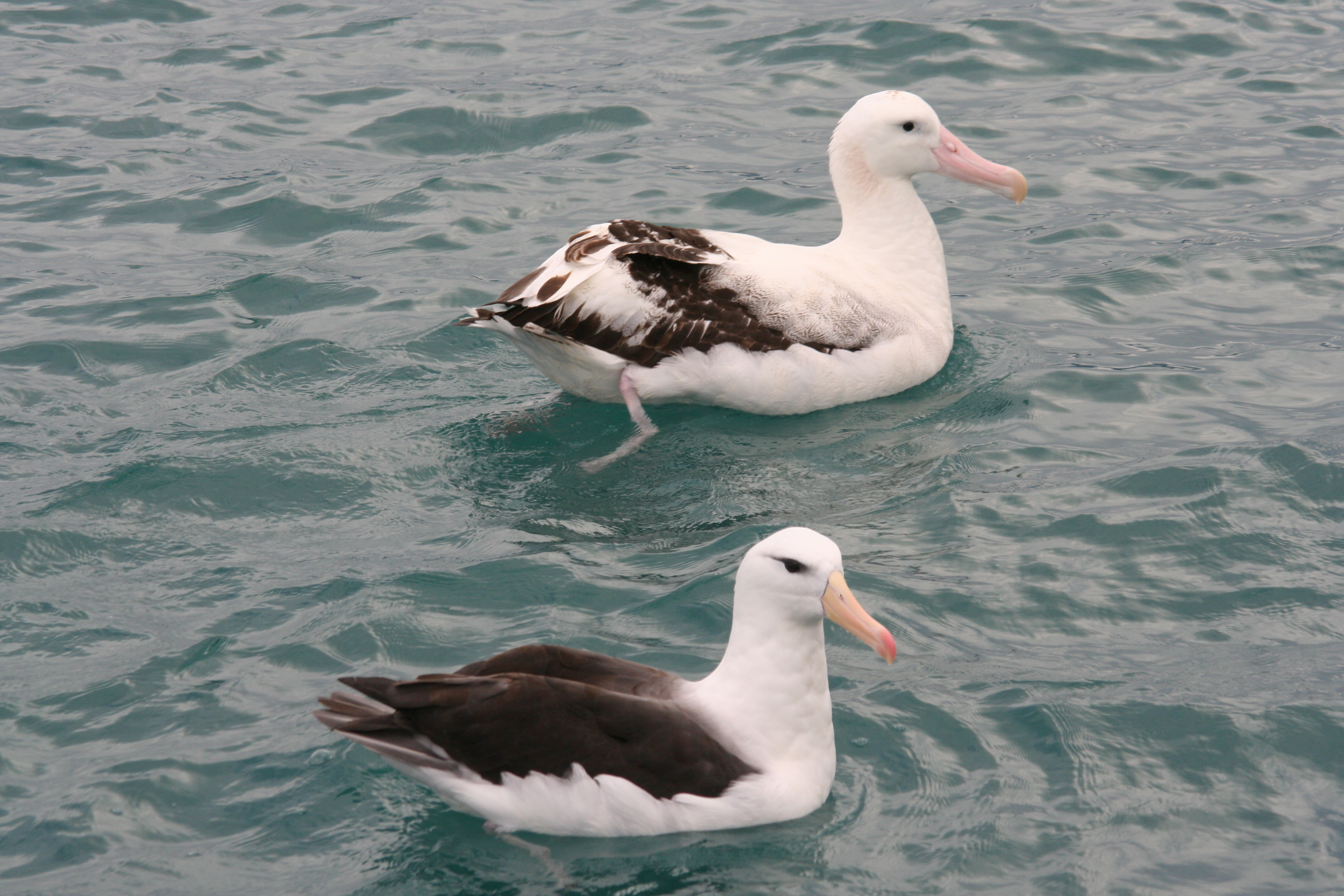
Jämförelse mellan en antipodalbatross av underarten gibsoni (ovan) och en svartbrynad albatross nedan.

Denna artlista baserar sig på AviLists systematik med 20 arter:
- Släkte Diomedea (de stora albatrosserna)
  - Vandringsalbatross ( D. exulans)
  - Antipodalbatross (D. antipodensis)
  - Amsterdamalbatross (D. amsterdamensis)
  - Tristanalbatross (D. dabbenena)
  - Nordlig kungsalbatross (D. sanfordi)
  - Sydlig kungsalbatross (D. epomophora)
- Släkte Phoebastria (albatrosser från norra Stilla havet)
  - Galápagosalbatross (P. irrorata)
  - Gulnackad albatross (P. albatrus)
  - Svartfotad albatross (P. nigripes)
  - Laysanalbatross (P. immutabilis)
- Släkte Thalassarche (engelska: "Mollymawk")
  - Svartbrynad albatross (T. melanophris )
  - Gråkindad albatross (T. cauta)
  - Chathamalbatross (T. eremita)
  - Gråryggig albatross (T. salvini)
  - Gråhuvad albatross (T. chrysostoma)
  - Mindre albatross (T. chlororhynchos)
  - Gulnäbbad albatross (T. carteri, syn. bassi)
  - Vitpannad albatross (T. bulleri)
- Släkte Phoebetria (sotalbatrosser)
  - Sotalbatross (P. fusca)
  - Ljusryggig sotalbatross (P. palpebrata)

### Morfologi och flykt

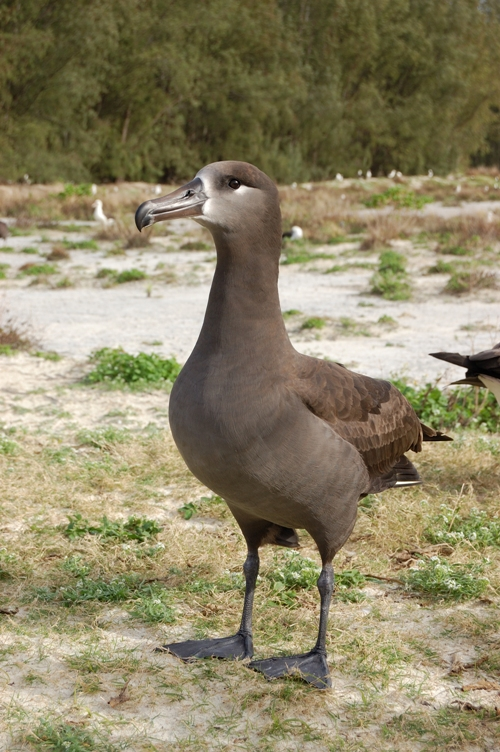
Till skillnad från andra arter i ordningen Procellariiformes är albatrosser, som denna svartfotade albatross (P. nigripes), väl anpassade att gå på land.

Albatrosserna är en grupp med stora till mycket stora fåglar och de utgör de största arterna inom sin ordning. Deras näbb är stor, kraftig, har vassa kanter och den övre näbbhalvsspetsen är nedåtkrökt. Näbben är uppbyggd av ett flertal hornplattor och på vardera sidan finns en lång rörformig näsöppning. Dessa rör sitter på sidorna av näbben på alla albatrosser till skillnad från övriga arter i ordningen som istället har dem på åsen av övre näbbhalvan. Bakom pannan sitter en körtel som koncentrerar saltet ur det havsvatten som fågeln dricker och detta saltkoncentrat rinner ut ur de rörformiga näsöppningarna som en tår från näbben. Men dessa näsöppningar ger också albatrosserna ett mycket effektivt luktsinne, vilket annars är ovanligt bland fåglar, och som de använder för att lokalisera föda. Deras fötter saknar baktå och de tre framåtriktade tårna är helt simhudsförsedda. De har starka ben vilket gör att de till skillnad från alla andra arter i ordningen, förutom jättestormfåglarna (Macronectes), är väl anpassade att gå på land.
Den adulta fjäderdräkten hos merparten av albatrosserna består oftast av en variant med mörka vingovansidor och en vit undersida. Hos dessa arter varierar den adulta fjäderdräkten från hanen hos sydlig kungsalbatross (Diomedea epomophora) som nästan är helt vit förutom de svarta vingspetsarna och vingkanterna, till "Amsterdamalbatross" som har en juvenilliknande häckningsdräkt med mycket brunt, och då speciellt ett kraftfullt brunt band runt bröstet. Flera arter av släktena Thalassarche och Phoebastria har ett tecknat ansikte med exempelvis ögonteckning, grå eller gula partier på huvud och nacke. Tre albatrossarter, nämligen svartfotad albatross, och de båda sotalbatrosserna, skiljer sig helt ifrån de andra arterna i teckning genom att de är nästan helt mörkbruna eller mörkgrå. Det tar flera år för albatrosser att anlägga adult fjäderdräkt.
Vingspannet hos de största arterna i släktet Diomedea, är det största bland alla fåglar, och överstiger 340 cm, men flertalet av de andra arternas vingspann är mycket mindre. Vingarna är stela och välvda, med strömlinjeformade kanter som leder luftströmmarna runt vingarna. Albatrosserna färdas enorma sträckor med hjälp av två olika glidflygningstekniker som används av många långvingade havsfåglar. Den första tekniken kallas dynamisk glidflykt och innebär att de på stela vingar kan glidflyga över vågtopparna, med ett minimum av ansträngning, vilket ger dem kinetisk energi från den vertikala vindgradienten. Den andra tekniken låter dem flyga mer rakt på, då de glidflyger på uppåtvindar som bildas på vågornas lovartsidor. Denna teknik ger dem en tydligt bågig flykt. Albatrosser har ett högt glidtal, runt 1:22 till 1:23, vilket innebär att för varje meter de tappar i höjd har de färdats 22–23 meter. Albatrosserna delar med jättestormfåglarna en anpassning där en sena låser skuldrorna när vingen är fullt utfälld vilket innebär att vingen kan hållas ut från kroppen utan någon muskelansträngning.

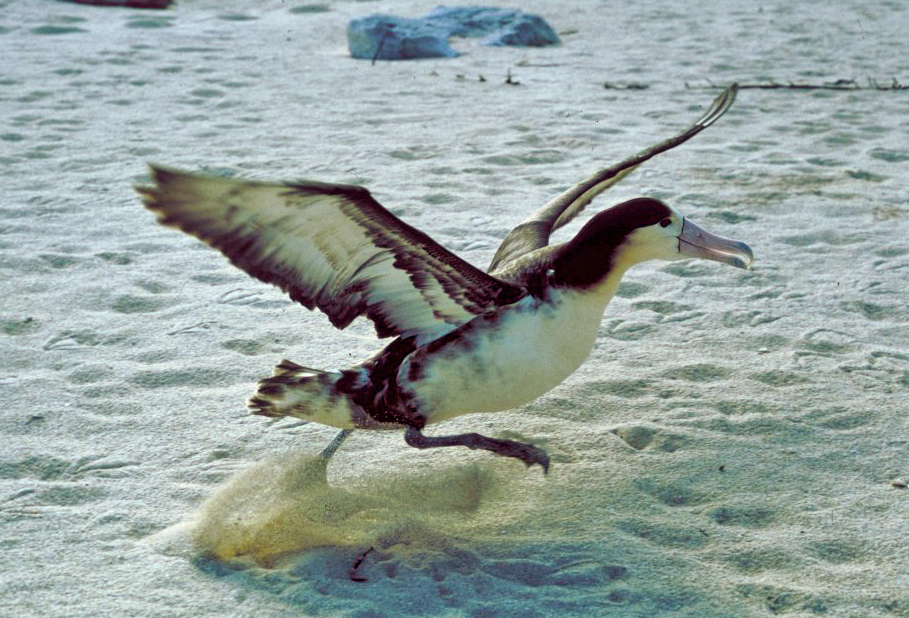
När albatrosserna lyfter är en av de få gånger då de flaxar med vingarna, och det är också den mest energikrävande delen av flygningen.

Albatrosser kombinerar dessa glidflygningstekniker med utnyttjandet av förutsägbara vädersystem. Albatrosser på södra halvklotet som flyger norrut från sina kolonier tar en rutt som går medurs, medan de som flyger söderut tar en rutt som går moturs. Albatrosserna är så väl anpassade till glidflygning under dessa förhållanden att deras hjärtfrekvens under flygningen är mycket nära deras vilopuls. På grund av denna effektivitet är de mest energikrävande momenten i flygningen, under ett födosök, inte själva distansen utan landning, lyftet från marken och själva jakten när de väl lokaliserat en födokälla. Denna effektiva flygteknik är själva grunden till albatrossernas framgång som långdistans-födosökare. Denna anpassning gör dem dock beroende av vind och vågor eftersom deras långa vingar är dåligt anpassade för att flaxande skapa lyftkraft och merparten saknar musklerna och energin för att genomföra längre sträckor med hjälp av att flaxa med vingarna. Detta medför att de är tvingade att vila på havsytan vid lugnt väder tills vinden tar i igen. De sover också på samma sätt och inte i flykten, vilket ibland påstås. Arterna i norra Stilla havet kan nyttja ett flygteknik som består av ett mellanting, med ett utbrott av flaxningar som följs av glidflygning. När den lyfter måste albatrossen springa för att tillräckligt mycket luft ska strömma under vingen för att skapa lyftkraft.

## Utbredning

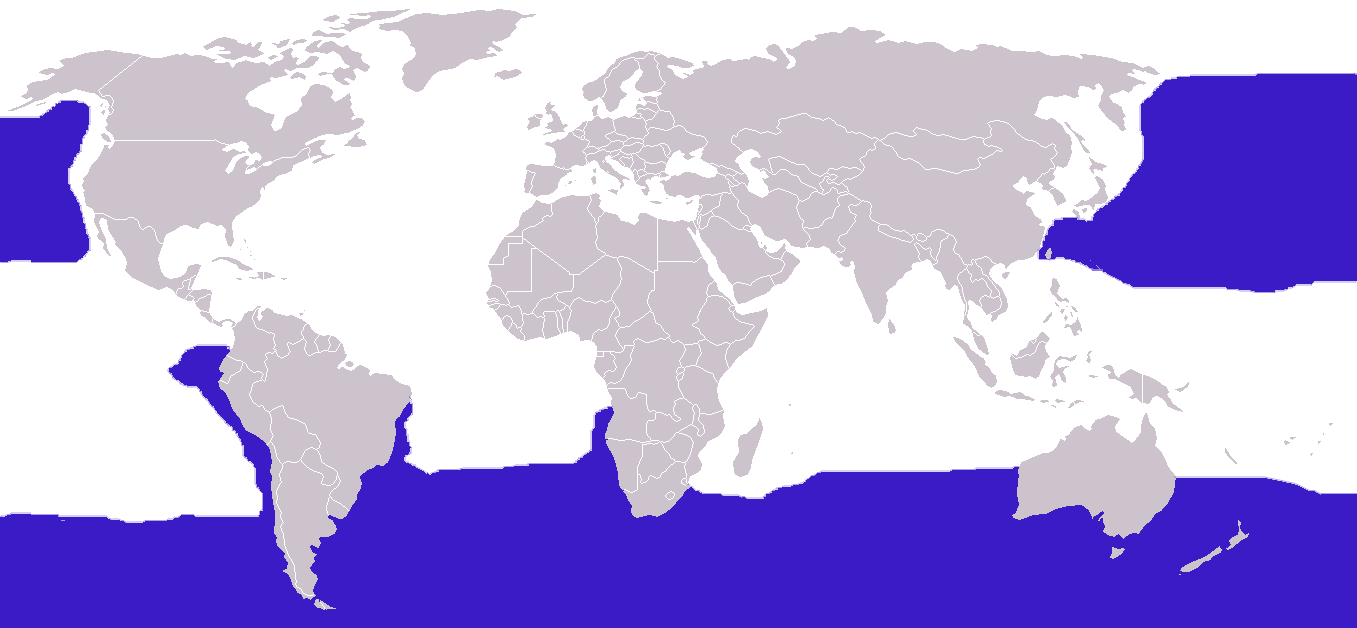
Albatrossernas globala utbredning (i blått).

Merparten av albatrosserna har sin utbredning på södra halvklotet från Antarktis till Australien, Sydafrika och Sydamerika. Undantaget är de fyra arter som förekommer i norra Stilla havet, varav tre förekommer från Hawaii till Japan, Kalifornien och Alaska, och en art, galápagosalbatross (Phoebastria irrorata), häckar på Galápagosöarna och födosöker utanför Sydamerikas kust. Albatrossernas behov av vind för att glidflyga är orsaken till att de till största delen uppehåller sig kring polarregionerna och eftersom de sällan flaxar med vingarna är det mycket ovanligt att de passerar stiltjebältena. Undantaget är galapagosalbatrossen som lever vid de ekvatoriala vattnen kring Galápagosöarna där de kalla vattnet från Humboldtströmmen resulterar i vindar.

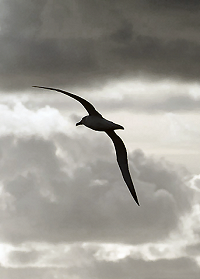
Albatrosser förekommer över ett mycket stort havsområde och flyger regelbundet runt jorden.

Det är inte känt varför de nordatlantiska populationerna av albatrosser dog ut men en teori är att en höjning av havsnivån, på grund av interglacial värmeperiod, svämmade över de häckningsområden för gulnackad albatross som man grävt ut vid Bermuda. Några sydliga arter har observerats i Nordatlanten och vissa av dessa har inte kunnat ta sig tillbaka utan blivit kvar i årtionden. Vid ett antal tillfällen har sådana felflugna albatrosser slagit följe med sulor och återvänt till sulkolonin år efter år för att försöka häcka. Förr kallades sådana albatrosser för "sulekung". 
Det har observerats två arter av albatross i Sverige. Svartbrynad albatross har setts 2001, 2004, 2014, 2016, 2017 och 2021. Den andra arten som observerats var en av Europas mycket fåtaliga mindre albatrosser som observerades den 8 juli 2007.
De genomför ingen årlig flyttning men sprider ut sig över ett mycket stort område efter häckningen, och de arter som lever på södra halvklotet genomför ofta cirkumpolära flygningar. Det finns också bevis för att olika arter av albatross förekommer i olika havsområden. En jämförande studie av den ekologiska nischen hos två albatrosser, som båda häckar på Campbellön, svartbrynad albatross (T. melanophris impavida) och gråhuvad albatross, visade att den svartbrynade albatrossen främst födosöker kring Campbellplatån och att gråhuvad albatross födosöker i mer pelagiska vatten. Vandringsalbatrossen är mycket känslig för batymetri och födosöker endast i vatten där djupet minst uppgår till 1 000 m. Det finns också bevis för att könen av samma art utnyttjar olika områden för födosök. En studie av tristanalbatross (D. dabbenena) vid Gough Island visade att hanar födosöker väster om ön medan honorna födosöker öster om ön.

## Ekologi
Deras föda består av bläckfisk, fisk och krill som de fångar genom att snappa bytet från vattenytan eller genom att dyka efter det, eller äter som as. Albatrosser är kolonihäckande, ofta på avlägsna öar ute till havs och ofta i kolonier med andra fågelarter. Honor och hanar knyter först an till varandra under flera år, bland annat genom lekbeteenden som ritualiserade danser, innan de bildar par vilka sedan håller livet ut. En häckningssäsong kan vara i över ett år från det att det enda ägget är lagt tills ungen är flygg.
Albatrosser kan bli mycket gamla och en kungsalbatross-hona som häckade på den enda fastlandskolonin i världen på Otagohalvön på södra Nya Zeeland blev 60 år gammal. Albatrosser häckar bara vartannat år och de får bara en unge.

## Albatrosser och människan

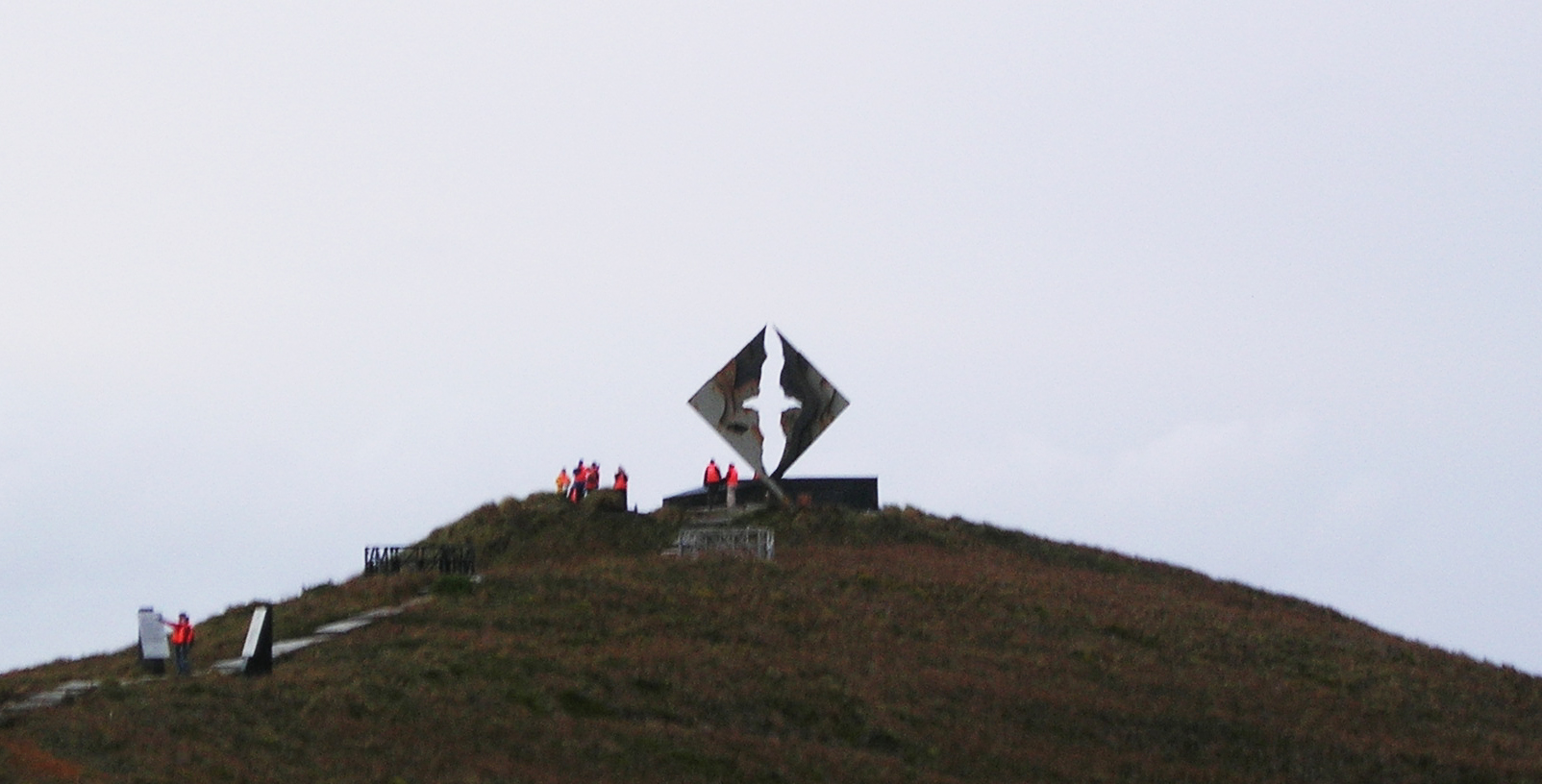
Albatrossmonumentet vid Kap Horn, rest 1992 på initiativ av den chilenska lokalavdelningen till minne av dem som inte kom fram.

### Etymologi
Namnet "albatross" härstammar från arabiskans al-câdous eller al-ġaţţās (vilket betyder pelikan; eller bokstavligt, "dykaren"). Detta ord kom till engelskan via portugisiskans form alcatraz ("sula"). Fågelnamnet Alcatraz användes dock först om fregattfåglarna och transformeringen till albatross var förmodligen en influens av latinets albus, som betyder "vit", i kontrast till de svarta fregattfågalrna.
Det vetenskapliga namnet Diomedea, som Linné gav släktet, refererar till myten om den grekiska krigaren Diomedes följeslagare som förvandlades till fåglar. Det vetenskapliga namnet för ordningen, Procellariiformes, härstammar i sin tur från det latinska ordet procella som betyder "en våldsam vind" eller "en storm".
Av sjöfolk har albatrosser kallats "kapfår", eftersom den fungerade som bytesdjur som man både fick ägg, kött och fjäderplädar av.

### Folktro
Bland vissa sjömän ansågs det betyda olycka att döda albatrosser, eftersom de enligt sägnen sades bära på avlidna sjömäns själar.

### Hot och status
Av de 22 albatrossarter som erkänns av IUCN är 15 arter utrotningshotade, varav två akut hotade. Ytterligare sex arter är nära hotade. Endast en art, svartbrynad albatross har ett bestånd som anses vara livskraftigt. Antalet albatrosser har minskat genom historien på grund av bland annat jakt på deras fjädrar, men idag minskar det av helt andra orsaker, bland annat introducerade arter som råtta och tamkatt, som attackerar ägg, kycklingar och ruvande albatrosser. Ett annat hot utgörs av den allvarliga minskningen av fiskbestånden i många havsområden på grund av den industriella överfiskningen. Det största hotet utgörs dock av långrevsfisket, då födosökande fåglar dras till betet och fastnar i linorna och drunknar. Regeringar, miljöorganisationer och fiskorganisationer arbetar för att få bukt med detta miljöproblem.